# 馬圖卡納區
11°50′41″S 76°23′10″W / 11.8447°S 76.3861°W
馬圖卡納區（西班牙語：Distrito de Matucana），是秘魯的一個區，位於該國中南部利馬大區的瓦羅奇里省，面積179.4平方公里，海拔高度2,378米，2005年人口5,324，人口密度每平方公里30人。